# Gelis pusillus
Gelis pusillus är en stekelart som först beskrevs av De Stefani 1884.  Gelis pusillus ingår i släktet Gelis och familjen brokparasitsteklar. Inga underarter finns listade i Catalogue of Life.